# Kaplandka
Kaplandka (Mystromys) – rodzaj ssaka z podrodziny skałomyszy (Petromyscinae) w obrębie rodziny malgaszomyszowatych (Nesomyidae).

## Rozmieszczenie geograficzne
Rodzaj obejmuje jeden występujący współcześnie gatunek występujące w południowej Afryce.

## Morfologia
Długość ciała (bez ogona) 116–199 mm, długość ogona 46–87 mm; masa ciała 49–111 g. 

## Systematyka

### Etymologia
Mystromys: gr. μυστρον mustron ‘łyżka’, od μυστιλη mustilē ‘kawałek chleba wydrążony w kształcie łyżki’; μυς mus, μυος muos ‘mysz’.

### Podział systematyczny
Do rodzaju należy jeden występujący współcześnie gatunek:
- Mastromys albicaudatus (A. Smith, 1834) – kaplandka białoogonowa

oraz gatunek wymarły:
- Mystromys pocockei Denys, 1991